# Chytonix albonotata
Chytonix albonotata är en fjärilsart som beskrevs av Otto Staudinger 1892. Chytonix albonotata ingår i släktet Chytonix och familjen nattflyn. Inga underarter finns listade i Catalogue of Life.